# Levante UD
Levante Unión Deportiva, pe scurt Levante, este un club de fotbal din Valencia, Spania, care evoluează în Primera Division. Echipa a fost fondată în 1909 și își joacă meciurile de acasă pe Estadi Ciutat de València. Johan Cruyff a jucat în 1980 petru Levante.

## Istorie pe sezoane
| Sezon   | Eșalon | Loc | Copa del Rey |
| ------- | ------ | --- | ------------ |
| 1929/30 | 3ª     | 3   |              |
| 1930/31 | 3ª     | 5   |              |
| 1931/32 | 3ª     | 3   |              |
| 1932/33 | 3ª     | 3   |              |
| 1933/34 | 3ª     | 3   |              |
| 1934/35 | 2ª     | 6   |              |
| 1935/36 | 2ª     | 4   |              |

| Sezon   | Eșalon | Loc | Copa del Rey |
| ------- | ------ | --- | ------------ |
| 1929/30 | 3ª     | 2   |              |
| 1930/31 | 3ª     | 6   |              |
| 1931/32 | 3ª     | 1   |              |
| 1932/33 | 3ª     | 4   |              |
| 1933/34 | 3ª     | 5   |              |
| 1934/35 | 2ª     | 3   |              |
| 1935/36 | 2ª     | 3   |              |

- Ca Levante UD

| Sezon   | Eșalon   | Loc | Copa del Rey |
| ------- | -------- | --- | ------------ |
| 1939/40 | 2ª       | 1   |              |
| 1940/41 | 2ª       | 3   |              |
| 1941/42 | 2ª       | 8   |              |
| 1942/43 | Regional | –   |              |
| 1943/44 | 3ª       | 1   |              |
| 1944/45 | 3ª       | 2   |              |
| 1945/46 | 3ª       | 1   |              |
| 1946/47 | 2ª       | 6   |              |
| 1947/48 | 2ª       | 5   |              |
| 1948/49 | 2ª       | 9   |              |
| 1949/50 | 2ª       | 13  |              |
| 1950/51 | 2ª       | 13  |              |
| 1951/52 | 2ª       | 14  |              |
| 1952/53 | 3ª       | 2   |              |
| 1953/54 | 3ª       | 1   |              |
| 1954/55 | 2ª       | 15  |              |
| 1955/56 | 3ª       | 1   |              |
| 1956/57 | 2ª       | 11  |              |
| 1957/58 | 2ª       | 4   |              |

| Sezon   | Eșalon | Loc | Copa del Rey |
| ------- | ------ | --- | ------------ |
| 1958/59 | 2ª     | 2   |              |
| 1959/60 | 2ª     | 6   |              |
| 1960/61 | 2ª     | 6   |              |
| 1961/62 | 2ª     | 6   |              |
| 1962/63 | 2ª     | 2   |              |
| 1963/64 | 1ª     | 10  |              |
| 1964/65 | 1ª     | 14  |              |
| 1965/66 | 2ª     | 5   |              |
| 1966/67 | 2ª     | 4   |              |
| 1967/68 | 2ª     | 14  |              |
| 1968/69 | 3ª     | 3   |              |
| 1969/70 | 3ª     | 4   |              |
| 1970/71 | 3ª     | 12  |              |
| 1971/72 | 3ª     | 6   |              |
| 1972/73 | 3ª     | 1   |              |
| 1973/74 | 2ª     | 19  |              |
| 1974/75 | 3ª     | 2   |              |
| 1975/76 | 3ª     | 1   |              |
| 1976/77 | 2ª     | 18  |              |

| Sezon   | Eșalon | Loc | Copa del Rey |
| ------- | ------ | --- | ------------ |
| 1977/78 | 2ªB    | 4   |              |
| 1978/79 | 2ªB    | 1   |              |
| 1979/80 | 2ª     | 10  |              |
| 1980/81 | 2ª     | 9   |              |
| 1981/82 | 2ª     | 19  |              |
| 1982/83 | 3ª     | 2   |              |
| 1983/84 | 3ª     | 2   |              |
| 1984/85 | 2ªB    | 11  |              |
| 1985/86 | 2ªB    | 10  |              |
| 1986/87 | 3ª     | 2   |              |
| 1987/88 | 2ªB    | 6   |              |
| 1988/89 | 2ªB    | 1   |              |
| 1989/90 | 2ª     | 15  |              |
| 1990/91 | 2ª     | 19  |              |
| 1991/92 | 2ªB    | 11  |              |
| 1992/93 | 2ªB    | 9   |              |
| 1993/94 | 2ªB    | 3   |              |
| 1994/95 | 2ªB    | 1   |              |
| 1995/96 | 2ªB    | 1   |              |

| Sezon   | Eșalon | Loc | Copa del Rey  |
| ------- | ------ | --- | ------------- |
| 1996/97 | 2ª     | 9   |               |
| 1997/98 | 2ª     | 22  |               |
| 1998/99 | 2ªB    | 1   |               |
| 1999/00 | 2ª     | 7   |               |
| 2000/01 | 2ª     | 8   | Runda de 32   |
| 2001/02 | 2ª     | 19  | 2 runde       |
| 2002/03 | 2ª     | 4   | 1 rundă       |
| 2003/04 | 2ª     | 1   | Șaisprezecimi |
| 2004/05 | 1ª     | 18  | 3 runde       |
| 2005/06 | 2ª     | 3   | 1 rundă       |
| 2006/07 | 1ª     | 15  | Runda de 32   |
| 2007/08 | 1ª     | 20  | Șaisprezecimi |
| 2008/09 | 2ª     | 8   | 2 runde       |
| 2009/10 | 2ª     | 3   | 2 runde       |
| 2010/11 | 1ª     | —   |               |

Levante FC
- 2 Sezoane în Segunda División
- 5 Sezoane în Tercera División

Gimnástico FC
- 2 Sezoane în Segunda División
- 5 Sezoane în Tercera División

Levante FC + Gimnástico FC: Levante UD
- 6 Sezoane în La Liga
- 35 Sezoane în Segunda División
- 12 Sezoane în Segunda División B
- 16 Sezoane în Tercera División
- 1 Sezon în Categorías Regionales

## Lotul actual
La 16 august 2025.
| Nr. |           | Poziție | Jucător                                     |
| --- | --------- | ------- | ------------------------------------------- |
| 1   | Spania    | P       | Pablo Campos                                |
| 2   | Argentina | F       | Matías Moreno (împrumutat de la Fiorentina) |
| 4   | Spania    | F       | Adrián de la Fuente                         |
| 5   | Spania    | F       | Unai Elgezabal                              |
| 6   | Spania    | F       | Diego Pampín                                |
| 7   | Spania    | A       | Roger Brugué                                |
| 9   | Spania    | A       | Iván Romero                                 |
| 10  | Spania    | M       | Pablo Martínez (vice-căpitan)               |
| 11  | Spania    | A       | José Luis Morales (al 3-lea căpitan)        |
| 13  | Spania    | P       | Alfonso Pastor                              |
| 14  | Spania    | F       | Jorge Cabello                               |
| 17  | Spania    | F       | Víctor García                               |
| 19  | Spania    | A       | Carlos Espí                                 |

| Nr. |                         | Poziție | Jucător                                   |
| --- | ----------------------- | ------- | ----------------------------------------- |
| 20  | Spania                  | M       | Oriol Rey                                 |
| 21  | Spania                  | M       | Sergio Lozano                             |
| 22  | Germania                | F       | Jeremy Toljan                             |
| 23  | Spania                  | F       | Manu Sánchez (împrumutat de la Celta)     |
| 24  | Spania                  | A       | Carlos Álvarez                            |
| 30  | Spania                  | A       | Víctor Fernández                          |
| 31  | Spania                  | F       | Xavi Grande                               |
| 32  | Spania                  | P       | Álex Primo                                |
|     | Uruguay                 | F       | Alan Matturro (împrumutat de la Genoa)    |
|     | Spania                  | M       | Jon Ander Olasagasti                      |
|     | Honduras                | M       | Kervin Arriaga                            |
|     | Republica Centrafricană | A       | Goduine Koyalipou (împrumutat de la Lens) |

## Titluri
- Copa del Rey: 1936–37
- Segunda División: 2003–04
- Segunda División B: 1988–89, 1995–96, 1998–99
- Tercera División: 1943–44, 1972–73
- Campeonato Levante-Sur: 1934–35
- Campeonato de Valencia: 1927–28
- Trofeo Ciudad de Valencia: 1996

## Jucători notabili
| - Gabriel Amato - Pablo Cavallero - Gustavo Reggi - Vladimir Manchev - Lauren - Albert Meyong - Daniel Ngom Kome - José Veiga - Carlos Caszely - Edwin Congo - Félix Dja Ettien - Idrissa Keita - Mate Sestan - Sergio Barila - Juvenal | - Yago - Shota Arveladze - Ian Harte - Marco Storari - Damiano Tommasi - Moha - Johan Cruyff - Riga Mustapha - Faas Wilkes - Duda - Predrag Mijatović - David Aganzo - Claudio Barragán - Ángel Cuéllar - Iñaki Descarga | - Sergio García - Fernando Giner - Juanfran - José Francisco Molina - Andoni Murua - Nando - Alberto Rivera - Salva - Vicente - Johan Mjällby - Fabio Celestini |

## Antrenori notabili
- Josep Escolà
- Enrique Orizaola (1964–65)
- Juande Ramos (1994–95)
- Mané (1996–97, 2005–06)
- Manuel Preciado (2003–04)
- Bernd Schuster (2004–05)
- Juan Ramón López Caro (2006–07)
- Abel Resino (2007)
- Gianni De Biasi (2007–08)